# Verizon FiOS

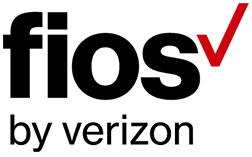
Logo del servicio de Verizon FiOS.

Verizon FiOS es un servicio de comunicaciones integradas (Internet, telefonía, y televisión) que opera en una red de fibra óptica, ofrecido en algunas áreas de Estados Unidos por Verizon. Verizon atrajo la atención de los consumidores y los medios en el área del ADSL al ser el primer operador de los Estados Unidos en ofrecer Fibra Óptica a los hogares. El área de cobertura aún se está expandiendo; de todos modos, algunas áreas no tienen servicio o no pueden recibir TV y telefonía debido a algunos acuerdos de franquicias.
Como se describe en la marca registrada de Verizon, fios es una palabra Gaélica, traducida al español como «conocimiento».
Es muy probable que FiOS sea el acrónimo de Fiber Optics Service, Servicio de Fibra Óptica.